# Zeelandia Middelburg
Zeelandia Middelburg is een amateurvoetbalvereniging uit Middelburg, Zeeland, Nederland.

## Algemeen
De vereniging ontstond per 22 juni 2001 als gevolg van de fusie tussen VV Middelburg en  MV & AV Zeelandia.
Zeelandia Middelburg heeft ongeveer 1400 leden, met inbegrip van een bridgeafdeling en recreatieve sportgroepen voor ouderen. Zeelandia Middelburg heeft 8 seniorenelftallen, waarvan er een op zaterdag en de rest op zondag in de competitie uitkomt. De jeugdafdeling telt een kleine vijftig teams.
De vereniging speelt haar wedstrijden op sportpark De Veerse Poort en beschikt over acht voetbalvelden en drie trainingsvelden waarvan er één uitgerust is met kunstgras (realisatie juli 2011) met daaraan vast een veldschakeling met 3 miniveldjes speciaal voor de allerjongste leden. Er zijn 15 kleedkamers met twee EHBO/verzorgruimtes, 3 scheidsrechterkleedkamers en één instructieruimte. De tribune telt 420 zitplaatsen.

## Standaardelftal
Met ingang van het seizoen 2020/21 komt het standaardelftal uit in de zaterdagafdeling van het amateurvoetbal, daarmee is de club een van de vele verenigingen die de overstap van (standaard)zondagvoetbal naar zaterdagvoetbal hebben gemaakt. Het startte in de Vierde klasse van het KNVB-district Zuid-I, het laagste niveau in dit district. Maar wist in het eerste seizoen al te promoveren naar de Derde klasse.

### Competitieresultaten zaterdag
* Competitie geannuleerd vanwege coronapandemie.
| 1* 4A |

| 2* 3A |

| 2 3A |

| 4 3A |

| 8 3A |

| -- 3A |

2020: Door de COVID-19 epidemie werd de competitie niet uitgespeeld. Zeelandia Middelburg stond toen met drie punten verschil aan kop. Op aanvraag kon er toch gepromoveerd worden naar de 3e Klasse.
| Derde klasse | Vierde klasse |

### Competitieresultaten zondag 2002–2019
| 7 3A |

| 5 3A |

| 2 3A |

| 5 3A |

| 4 3A |

| 8 3A |

| 5 3A |

| 10 3A |

| 1 4B |

| 4 3A |

| 5 3A |

| 1 3A |

| 8 2E |

| 1 2E |

| 12 1C |

| 4 2E |

| 7 2E |

| 6 2E |

2015: de beslissingswedstrijd op 14 mei om het klassekampioenschap in 2E werd bij VV Dinteloord na strafschoppen gewonnen van Uno Animo (1-1; strafschoppenserie 6-5).
| Tweede klasse | Derde klasse | Vierde klasse |

## VV Middelburg
De voetbalvereniging Middelburg ontstond per 20 augustus 1916 als gevolg van de fusie tussen EMM (Eendracht Maakt Macht), MVVO (Middelburger Voetbal Vereniging Olympia), opgericht op 1 december 1894, en Zeelandia, opgericht op 12 juni 1908. In 1926 werd Stavast, op 27 december 1915 opgericht en tot medio 1922 Sparta geheten, opgenomen.
Befaamde hoofdtrainer was Piet Lindenberg, trainer vanaf 1954 die Middelburg driemaal landskampioen maakte.

### Standaardelftal
Het standaardelftal speelde laatstelijk in het seizoen 2000/01, waar het uitkwam in de Vijfde klasse van het KNVB-district Zuid-I. In 1917 en 1919 werd vv Middelburg derde in de Zuidelijke Eerste Klasse, dat was toen de hoogste klasse.

#### Erelijst
landskampioen zondagamateurs: 1966, 1967, 1969
3e plaats in Eerste Klasse Zuid (hoogste niveau): 1917, 1919

#### Competitieresultaten 1917–2001
| 3 |

| 6 |

| 3 |

| 9 |

| 11 |

| 4 2A |

| 3 2A |

| 2 2A |

| 1 2A |

| 2 2A |

| 5 2A |

| 3 2A |

| 9 2A |

| 3 2A |

| 2 2A |

| 1 2A |

| 10 |

| 10 |

| 1 2A |

| 3 2A |

| 1 2A |

| 2 2A |

| 1 2A |

| 1 B |

| 9 2D |

| 3 2E |

| 8 2E |

| 7 2E |

|  |

| 3 2? |

| 6 2A |

| 7 2A |

| 10 2B |

| 5 3D |

| 1 3D |

| 2 2B |

| 7 2B |

| 11 2B |

| 7 2B |

| 3 2B |

| 6 2B |

| 4 2B |

| 3 2B |

| 4 2B |

| 4 2B |

| 6 2B |

| 1 2B |

| 3 1E |

| 5 1E |

| 1 1E |

| 1 1E |

| 1 1E |

| 1 1E |

| 11 1E |

| 11 1E |

| 13 1E |

| 11 2B |

| 4 2B |

| 8 1E |

| 7 1E |

| 7 1E |

| 12 1E |

| 8 2B |

| 9 2B |

| 10 2B |

| 8 2B |

| 8 2B |

| 9 2B |

| 3 2B |

| 10 2B |

| 8 2B |

| 9 2B |

| 11 2B |

| 1 3D |

| 1 2B |

| 3 1E |

| 8 1E |

| 12 1E |

| 10 2B |

| 7 3D |

| 4 3A |

| 5 3A |

| 11 3A |

| 2 4A |

| 1 4A |

| Eerste klasse | Tweede klasse | Derde klasse | Vierde klasse | Noodcompetitie |

#### A-junioren
Het A-junioren (onder 19) team van VV Middelburg werd in 1970 kampioen van District Zuid I en speelde mee in de competitie om het landskampioenschap, die werd gewonnen door Go Ahead. Middelburg eindigde in deze competitie op de zesde plaats met een overwinning en vier nederlagen, de overwinning werd behaald tegen Feyenoord.

### MVVO
MVVO (Middelburger Voetbal Vereniging Olympia) werd opgericht op 1 december 1894. MVVO speelde competitie tot 1916, in dat jaar fuseerde de club met Zeelandia en EMM tot vv Middelburg. Het grootste succes van MVVO was het bereiken van de halve finale van de KNVB Beker in 1911. MVVO is in 2019 nog altijd de enige club uit Zeeland die de halve finale van de KNVB Beker heeft gehaald.
De hoogste klasse waarin MVVO uitkwam was de tweede klasse Zuid, dit was de hoogste afdeling van het Zuiden. MVVO werd in 1911 kampioen van de tweede klasse. Deelname aan de kampioenscompetitie zat er niet in, de kampioen van het Zuiden zou pas in 1914 toegelaten worden tot de kampioenscompetitie, nadat het zuiden een eigen eerste klasse had gekregen.

#### Erelijst
KNVB Beker: Halvefinalist in 1911
Tweede klasse Zuid: Kampioen in 1911

## MV & AV Zeelandia
De “Middelburger Voetbal & Athletiek Vereniging Zeelandia” werd op 1 maart 1910 opgericht als Klein Zeelandia. Klein Zeelandia was opgericht door fans van de club Zeelandia. Medio 1916 veranderde Klein Zeelandia haar naam in MV & AV Zeelandia, nadat de originele club Zeelandia fuseerde met MVVO en EMM tot vv Middelburg.

### Standaardelftal
Het standaardelftal speelde laatstelijk in het seizoen 2000/01, waar het uitkwam in de Vijfde klasse van het KNVB-district Zuid-I.

#### Competitieresultaten 1997–2001
| 2 5A |

|  |

| 1 5A |

| 12 4A |

| 8 5A |

| Vierde klasse | Vijfde klasse |

In elke staaf van de grafiek staat van boven naar beneden vermeld: 
- Eindnotering

Dit is de positie die de club heeft bereikt in de competitie, zonder eventuele beslissings-, play-off- of nacompetitiewedstrijden die nodig zijn geweest om bijvoorbeeld de kampioen van de competitie te bepalen.
Indien een * achter het getal staat is de notering een tussenstand en kan het zijn dat de notering niet overeenkomt met de uiteindelijke eindstand van de competitie.
Staat er een - dan is het seizoen nog bezig en is er geen definitieve uitslag bekend.
Staat er xx op de positie van de notering, dan heeft de club vroegtijdig de competitie verlaten. Dit kan onder andere komen door terugtrekking van het team, faillissement van de club of door een uitgedeelde straf van de KNVB. In veel gevallen staat elders in het artikel de reden vermeld.
Staat er een ? dan is het resultaat uit het verleden onbekend, en is alleen de competitie of het niveau bekend van dat seizoen.
In de seizoenen 2019/20 en 2020/21 werd wegens de coronacrisis het amateurvoetbal afgebroken. Daardoor kennen deze staven geen eindklassering (middels -- weergegeven).
- Competitieniveau en afdelingsletter of Officiële eindstand Eredivisie
  - Competitieniveau en afdelingsletter

Hierbij geeft het getal het niveau weer, dat ook terug te vinden is in de legenda. De letter is de afdelingsaanduiding en wordt gebruikt wanneer er meer afdelingen zijn op hetzelfde niveau. De afdelingsletter is altijd een hoofdletter en wordt meestal zonder nummer gebruikt.
Voorbeeld: 2F is niveau 2e klasse competitie F.
Het competitieniveau en nummer wordt niet vermeld wanneer er slechts één competitie van dit niveau was.
  - Officiële eindstand Eredivisie (getal staat tussen haakjes vermeld)

Sinds de introductie van play-offwedstrijden voor Europees voetbal na afloop van de reguliere competitie in 2005/06, is de KNVB verplicht een eindstand van de Eredivisie door te geven aan de UEFA aan de hand van deze play-offwedstrijden.
Bij deze eindstand staan clubs die zich hebben gekwalificeerd voor Europees voetbal hoger dan clubs die zich niet wisten te kwalificeren. Indien er geen verschil was tussen de eindnotering en de officiële eindstand, staat dit getal niet vermeld.

- Onderafdeling

Hier staat afgekort de naam van de onderafdeling indien de club in dat jaar in een onderafdeling uitkwam. Tevens staat deze afkorting in de legenda en wordt gelinkt naar het artikel over deze onderafdeling. Deze afkorting wordt alleen vermeld wanneer de club in het verleden in verschillende onderafdelingen heeft gespeeld. Deze vermelding is in de staaf altijd in kleine letters. Deze onderafdelingen zijn na het seizoen 1995/96 afgeschaft. Heeft de club in slechts één onderafdeling gespeeld, dan is dit alleen terug te vinden in de legenda.
Onder de staaf staat het jaartal vermeld waarin het seizoen is afgesloten. 15 verwijst naar het seizoen 2014/15 of eventueel het seizoen 1914/15.
Wanneer een staaf leeg is, zijn deze gegevens niet bekend. Het kan ook zijn dat de club dat seizoen niet heeft meegespeeld op het hogere amateurniveau, vroegtijdig de competitie heeft verlaten of uit de competitie is gezet.

In het seizoen 1944/45 was er wegens de Tweede Wereldoorlog geen regulier competitievoetbal.

## Bekende (oud-)spelers
- Adrie Belfroid (VV Middelburg)
- Anton Belfroid (VV Middelburg)

VV Arnemuiden · FC Dauwendaele · SV Jong Ambon · MZVC · VV Nieuwland · Zeelandia Middelburg

Voormalige clubs: MVVO